# Егоїстичний ген
«Егоїсти́чний ген» (англ. The Selfish Gene) — книга про еволюцію англійського біолога, популяризатора науки Річарда Докінза; видана у  1976 році.
Автор вводить поняття «егоїстичний ген» для опису гено-центричного погляду на еволюцію, згідно з яким еволюція розглядається як еволюція генів — відбір на рівні особин майже ніколи не переважає відбір на рівні генів. Вводиться також поняття «мем» як основної одиниці передачі культурної інформації, із припущенням, що подібна «егоїстична» реплікація має місце в людській культурі.
У передмові до видання, присвяченого 30-й річниці книги, Річард Докінз сказав, він міг би дослухатися до поради видавця і назвати книгу «Безсмертний ген».

## Переклади українською
Українською книга видана в 2017 році видавництвом КСД
- Річард Докінз. Егоїстичний ген. Переклад з англійської: Я. А. Лебеденко. Харків: КСД, 2017. 540 стор. ISBN 978-617-12-2523-7